# Brachbach
Brachbach település Németországban, Rajna-vidék-Pfalz tartományban. Lakosainak száma 2296 fő (2023. december 31.).

## Népesség
A település népességének változása:
| Lakosok száma | 2693 | 2303 | 2291 | 2296 | 2318 | 2296 |
|               | 1975 | 2017 | 2019 | 2021 | 2022 | 2023 |